# Æthelwold de Estanglia
Æthelwold, también conocido como Æthelwald o Æþelwald (inglés Antiguo: Æþelwald "noble gobernante"; reinó 654-664), fue rey de Anglia del Este, en el siglo VII, el longevo reino anglosajón que incluye hoy en día los condados ingleses de Norfolk y Suffolk. Perteneciente a la dinastía Wuffinga que gobernó Estanglia desde su regio (centro de la autoridad real) de Rendlesham. Los dos cementerios anglosajones de Sutton Hoo, el monasterio de Iken, la sede episcopal de Dommoc y el nuevo puerto de Ipswich estaban todos en la vecindad de Rendlesham.
Æthelwold vivió durante un tiempo de agitación política y religiosa en Estanglia, cuyos reyes cristianos solían morir violentamente y se habían mostrado incapaces de frenar los ataques del vecino reino de Mercia, liderado por Penda. Æthelwold fue el último de los sobrinos de Redvaldo en gobernar Estanglia. Murió en el 664 y fue sucedido por Ealdwulf, el hijo de su hermano Æthelric.
Pocos registros relativos a Estanglia han sobrevivido y no se sabe casi nada de la vida o el reinado de Æthelwold. Sucedió a su hermano mayor Æthelhere, después de que Æthelhere fue asesinado con Penda de Mercia en la batalla de Winwaed alrededor de 655. Durante su gobierno fue testigo del revés en las aspiraciones de Mercia para dominar a sus vecinos, tras la batalla de Winwaed y el asesinato de Peada, hijo de Penda.
Él fue rey durante la última década de la coexistencia en Inglaterra de los cristianos del rito romano, centrada en Canterbury, y el rito celta basado en Northumbria. En el sínodo de Whitby, en 664, la causa romana se impuso y la división de las autoridades eclesiásticas cesaron. En 662, Swithelm de Essex fue persuadido a adoptar el cristianismo y fue bautizado en Rendlesham, con Æthelwold presente como su patrocinador. Estanglia estrechó lazos con Northumbria, Kent y tierras en los Pantanos, por medio de matrimonios reales.

## Contexto histórico

Un mapa de la reinos anglosajones que muestra lugares relevantes del reinado de Æthelwold

### La emergencia del reino de Estanglia
La historia de Estanglia y sus reyes se conoce a través de la Historia Eclesiástica del Pueblo inglés, escrita por el monje northumbriano Beda en 731, y por una lista genealógica de la Anglian colección, que data de la década de 790, en la que se afirma que Ælfwald de Estanglia descendía de Wōden, del que supuestamente le separaban catorce generaciones.
Estanglia fue un longevo reino en el que se mantuvo la dualidad entre norte y sur, correspondiente a los actuales condados ingleses de Norfolk y Suffolk. Comenzó a formarse durante el siglo V, tras la el fin del dominio romano en Britania en 410. El este de Gran Bretaña fue colonizado rápidamente por sajones y anglos del continente. Durante el siglo V, grupos de colonos de orígenes mixtos emigraron hacia los pantanos, y se extendieron hacia el interior de la isla siguiendo los principales ríos. Por Beda sabemos que los pueblos que se asentaron en lo que se convirtió en Estanglia fueron los anglos, originarios de la actual Dinamarca. Durante el siglo VI, aparecieron nuevos asentamientos también a lo largo de los ríos de la costa este y sus afluentes, entre ellos el Deben, Alde y Orwell. Los colonos no se vieron afectados por la cultura y civilización romana y tenían sus propios religión e idioma. A medida que se ocupaba más territorio, surgían nuevos reinos que sustituían a los territoria. Rodeado por el mar, ciénagas, grandes defensas como el Devil's Dyke y anchos ríos, Estanglia se unificó bajo la autoridad de los Wuffingas.

### Redvadlo y sus sucesores
El primer rey de los anglos orientales fue Redvaldo, al que san Beda describe como «el hijo de Tytil, cuyo padre era Wuffa» y que reinó aproximadamente entre el 599 y el 624. Según Beda, se convirtió al cristianismo en la corte de su señor Ethelberto de Kent aproximadamente en el 604. Durante su reinado, fue suficientemente poderoso como para mantener el imperium sobre varios reinos anglosajones. En el 616, derrotó a Etelfrido de Northumbria y entregó el trono del territorio al exiliado Edwin. Se cree que este le entregó un barco funerario con una magnífica variedad de tesoros y símbolos de poder, que fueron descubiertos bajo el Túmulo 1 en Sutton Hoo, en Suffolk. Le sucedió su hijo Eorpwald, que reinó brevemente antes de ser asesinado poco después de su bautismo por un pagano llamado Ricberht, después de lo cual los anglos orientales volvieron al paganismo. Ricberht fue reemplazado por Sigeberto, cuya educación cristiana aseguró el restablecimiento del cristianismo. Durante el reinado conjunto de Sigeberto y Ecgric, se estableció la sede episcopal de Dommoc en territorio de Estanglia.
En 632 o 633, Edwin de Northumbria fue derrocado y asesinado, y su reino devastado por Cadwallon ap Cadfan, apoyado por Penda de Mercia. Los mercianos se volvieron contra Estanglia y su rey, Ecgric. En 640 o 641, vencieron a los anglos y dieron muerte a Ecgric y a su predecesor Sigeberto.
El sucesor de Ecgric fue un hermano de Æthelwold, Anna, renombrado por su devoto cristianismo y la santidad de sus hijos, pero que se reveló incapaz de evitar la invasión merciana de Estangalia. Tras un ataque merciano en 651 a Cnobheresburg, Penda expulsó a Anna, posiblemente a Magonsaete. Tras su regreso, Penda atacó nuevamente Estanglia; las fuerzas de Anna fueron derrotadas, el propio Anna pereció. Durante el reinado de su sucesor, Æthelhere (otro hermano de Æthelwold), Estanglia fue eclipsada por Mercia. En 655, después de la batalla de Winwaed que se libró cerca de Leeds y en la que tanto Æthelhere como Penda perdieron la vida, la situación política cambió. Peada, hijo de Penda que había gobernado la provincia Merciana de los anglos medios como rey cristiano de 653, sucedió a su padre en calidad de rey de Mercia, pero fue asesinado un año más tarde. La muerte de Peada constituyó un duro golpe a las aspiraciones mercianas de dominar a los otros reinos de Inglaterra.

## Ascendencia y familia
Æthelwold, (en anglosajón 'gobernante noble') fue un miembro de la dinastía Wuffingas, el hijo más joven de Eni y sobrino de Rædwald de Estanglia. Dos de sus hermanos, Anna y Æthelhere, gobernaron sucesivamente antes que él.
Su ascensión es mencionada por el historiador del siglo XII Guillermo de Malmesbury, en Gesta Regum Anglorum: 
"A Anna le sucedió su hermano Ethelhere, quién fue justamente muerto por Oswy rey de los Northumbrianos, junto con Penda, porque le ayudaba a él, y de hecho apoyaba su hermano y su pariente. Su hermano Ethelwald, en debida sucesión, dejó el reino a Adulf y Elwold, los hijos de Ethelhere."
Las alianzas dinásticas vincularon fuertemente el reino de Æthelwold al reino cristiano de Kent, donde Seaxburh, la hija mayor de Anna, el hermano mayor de Æthelwold, se convertía en la reina de Earcomberto de Kent La fortaleza occidental de Estanglia en Fens estuvo en manos de Eteldreda, hermana de Seaxburh. Otra importante conexión con Northumbria fue el establecimiento del monasterio de Streoneshalh (identificado con Whitby) por parte de Hilda, lugar que se convertiría en panteón de Edwin y de otros reyes northumbrianos.

## Reinado

### Cristianismo en Estanglia bajo Æthelwold

Estanglia a comienzos del período anglosajón

La influencia del rito Celta en Estanglia había sido fuerte cuando el monasterio de Santo Fursey y San Foillan en Cnobheresburg había existido. La autoridad del cristianismo en Estanglia aún residía en la sede de Dommoc, obediente a Canterbury. Botulfo comenzó a construir su monasterio en Iken, en una isla en el Río Alde, Suffolk, en aproximadamente 653, el año que Anna de Estanglia fue asesinado en la Batalla de Bulcamp.
Oswiu persuadió a Sigeberto II de Essex para que recibiera el bautismo y Cedd, un discípulo northumbriano de Aidan, fue relevado de la misión a los Anglos Medios para convertirse en Obispo de los sajones del este y reconvertirles. Cedd construyó monasterios en Tílburi en el del sur y en Ythancæster, donde había un viejo fuerte romano, en lo que es ahora Bradwell-encima-Mar, en del norte-del este Essex. Sigeberto fue asesinado por sus propios seguidores y fue sucedido por el pagano Swithelm de Essex. Cedd le persuadió para aceptar la fe y, según Bede, su bautismo tuvo lugar en Rendlesham, en presencia de Æthelwold:

### Alianzas matrimoniales de Estanglia
A comienzos de la década de 660, dos matrimonios importantes tuvieron lugar. Egfrido de Northumbria, el hijo de quince años de Oswiu, desposaba a Æthelthryth de Ely, hija de Anna de Estanglia, (que era aproximadamente catorce años mayor que él), y se instalaba junto a él en la corte de Northumbria. Había permanecido virgen durante su primer matrimonio; se mantuvo en su decisión como novia de Ecgfrityh, por lo que no podía darle un heredero. Æthelthryth retuvo Ely como posesión propia durante este matrimonio.
Entretanto, Wulfhere de Mercia, hermano de Peada, emergido de un retiro seguro y fue proclamado rey. No era cristiano, pero fue pronto convertido y posteriormente se casó con Eormenhilda, hija de Eorcenberht de Kent y Seaxburh. Poco después fundó el monasterio de Medeshamstede, que más tarde se convertiría en Peterborough, bajo el abad Seaxwulf.

## Sínodo de Whitby
Tras la muerte de Finan, obispo de Lindisfarne, Alhfrith de Deira, en connivencia con Wilfred de York, Agilbert de Wessex y otros, trató de persuadir a Oswiu para gobernar a favor del rito Romano del cristianismo en los reinos en que él tuviera imperium. El caso fue debatido en Oswiu presencia en el Sínodo de Whitby en 664, con Colmán, Hilda y Cedd defendiendo el rito Celta y la tradición heredada de Aidan, y Wilfred defendiendo la postura Romana. Finalmente, prevaleció la causa Romana y se puso fin a la división anterior. Quienes no lo pudieron aceptar, incluyendo Colmán, abandonaron el lugar.
En aquella época, la peste se extendió por Europa e Inglaterra anglosajona. Fallecieron por su causa, entre otros el obispo Cedd, el arzobispo Adeodato de Canterbury, y Eorcenberto de Kent. Æthelwold falleció también en 664.

## Citas
1. ↑  "Successit Annæ frater ejus Ethelhere, occisusque est a rege Northanhimbrorum Oswio cum Penda merito, quod ei concurreret in auxilium, et fulciret exercitum qui pessum dedisset fratrem et cognatum.